# Casa consistorial de Carinyena
La casa consistorial de Carinyena és un edifici d'estil renaixentista i barroc clasicista construït en l'edat moderna, declarat Bé Catalogat del Patrimoni Cultural Aragonés. Es troba a la localitat aragonesa de Carinyena i en ell es troba la seu de l'ajuntament.
L'actual edifici és producte de dues fases constructives, donat que al voltant de 1759 es va realitzar una important ampliació que va incloure transformacions a l'exterior i la remodelació de la distribució interior del primitiu edifici del segle xvi. A mitjan dècada dels anys 1980 es va promoure la restauració de l'edifici. Les reformes realitzades van alterar tan significativament la configuració original de l'espai interior, que va a ser la configuració de la façana d'obertura la que ha conservat els elements més característics de les dues fases constructives.
El primer volum es correspon amb la fase renaixentista; organitzat en tres plantes articulades mitjançant l'obertura de diversos buits, destaca l'obertura de la planta alta mitjançant una galeria d'arcs de mig punt doblegats. El volum davanter, corresponent a l'ampliació del segle xviii, s'adossa a l'anterior. Consta de dues plantes, la baixa articulada mitjançant un porticat de cinc arcs de mig punt doblegats que reposen en columnes toscanes i la planta superior amb galeria acristalada que repeteix l'esquema de la planta baixa doblegant el nombre d'arcs. Tots dos volums es van rematar amb potent ràfec de fusta volat sobre mènsules.